# Pablo Peña
Pablo Peña Durán (26 settembre 1955) è un ex arbitro di calcio boliviano, internazionale dal 1988 al 1996.

## Carriera
Iniziò la carriera nel campionato nazionale boliviano nel 1981. Durante le varie edizioni del torneo acquisì sempre maggior rilievo, fino a essere selezionato per la fase a eliminazione diretta del torneo per la prima volta nel 1988. Nello stesso 1988 viene nominato internazionale,. e nel 1992 partecipò alla sua prima competizione internazionale, il Torneo Pre-Olimpico CONMEBOL 1992; nel medesimo anno debuttò in Coppa Libertadores. Venne incluso nella lista per la Copa América 1993, in cui diresse la gara tra Uruguay e Venezuela. Tornò ad arbitrare nel medesimo torneo nell'edizione 1995, totalizzando nuovamente una presenza. L'ultimo suo incontro a livello internazionale fu Cile-Ecuador del 7 luglio 1996, valido per le qualificazioni al campionato mondiale di calcio 1998. Cessò l'attività dopo aver diretto una gara durante la Liga del Fútbol Profesional Boliviano 2001.